# Premios Ondas
Los Premios Ondas son unos galardones entregados a los profesionales de radio, televisión, publicidad en radio y música. Concedidos anualmente por Ràdio Barcelona, emisora de la Cadena SER del Grupo Prisa, desde 1954, son los primeros galardones de radio y televisión instituidos en España, por lo que gozan de gran prestigio.

## Categorías
En el año 2020:.

### Radio
- Mejor presentador o programa de radio hablada.
- Mejor programa o mejor tratamiento informativo de un acontecimiento.
- Premio a la trayectoria.
- Premio al mejor programa, radio o plataforma radiofónica de emisión online.
- Premio al mejor presentador o programa de radio musical.

### Publicidad en radio
- Mejor campaña de radio.
- Premio a la mejor agencia de radio.

### Televisión
- Mejor programa de entretenimiento.
- Mejor programa de actualidad o cobertura especial.
- Mejor presentador.
- Mejor presentadora.
- Mejor serie española.
- Mejor intérprete masculino en ficción nacional.
- Mejor intérprete femenina en ficción nacional.
- Mejor programa emitido por emisoras o cadenas no nacionales.
- Mejor webserie de ficción o programa de emisión online.

### Música
- Premio a la trayectoria.
- Premio al artista del año.
- Premio al espectáculo musical o concierto.

### Premios internacionales
- Mejores programas, empresas o profesionales de radio (2 premios).
- Mejores programas, empresas o profesionales de televisión (2 premios).

## Historia
Fueron creados por Manuel Tarín Iglesias, director de la emisora decana de la radio española, Ràdio Barcelona, coincidiendo con los actos de celebración de su 30.º aniversario. Su antecedente fue el Concurso Anual de Guiones, cuya primera edición tuvo lugar en el año 1953. El nombre del premio fue tomado de la desaparecida revista Ondas, editada también por Unión Radio, embrión de la actual Cadena SER.
Se entregaron por primera vez en el año 1954, concretamente el 14 de noviembre, al ser la fecha de la primera emisión radiofónica de Ràdio Barcelona. Inicialmente, distinguían a profesionales y programas de la radio española, siendo premiados en la primera edición Bobby Deglané, Pepe Iglesias y Pedro Pablo Ayuso, entre otros.
Dos años más tarde, que fue en el año 1956, creó la categoría de Premios internacionales. En el año 1957, se incorporó la televisión, siendo Laura Valenzuela la primera galardonada. En el año 1971, el sacerdote sevillano Federico María Pérez-Estudillo Sánchez ganó un Premio Ondas por una misa flamenca cantada en Florencia.
A finales de los años ochenta, la entrada del Grupo Prisa en la propiedad de la Cadena SER supuso la ampliación de los Ondas a nuevas categorías, el cine (categoría creada en 1991) y la música (1992). En el año 1999, se introdujo un reconocimiento a la publicidad radiofónica.
La edición de 2009, tuvo su componente de polémica al serle concedido un Premio (en el apartado de mejor presentador) a Jorge Javier Vázquez, lo que fue considerado "vergonzoso" por buena parte de los profesionales del sector, lo que llevó incluso a que Carles Francino Murgades, que debía entregarle el premio, se negara a hacerlo.
En 2017, los premios batieron su récord de candidaturas recibidas (que ya había establecido récord en los años 2015 y 2016) con más de 400 inscripciones en las diferentes categorías.

## Palmarés
Ganadores de las diferentes ediciones: